# Wang Zhengjun
Wang Zhengjun chiń. 王政君, (oficjalny tytuł: Xiaoyuan Huanghou, chiń. 孝元皇后) (ur. 71 p.n.e., zm. 3 lutego 13 n.e.) – żona cesarza Yuana i późniejsza cesarzowa wdowa, która odegrała wielką rolę w uzyskaniu władzy przez Wang Manga.

## Życiorys
Wang Zhengjun była córką Wang He, niższego urzędnika ministerstwa superintendenta procesów (tingwei) w stolicy. Wang He miał ośmiu synów i cztery córki. Wang Zhengjun, jego druga córka, w roku 54 p.n.e. została wybrana do haremu cesarza Xuana (74 - 49 p.n.e.), wkrótce jednak została przeniesiona do haremu następcy tronu, przyszłego cesarza Yuana (48 - 33 p.n.e.). W 51 p.n.e. Wang Zhengjun urodziła przyszłego cesarza Chenga (33 - 7 p.n.e.), a 12 sierpnia 48 p.n.e. została cesarzową. Jednocześnie jej ojciec został markizem (hou). Generalnie jednak podczas panowania Yuandi rodzina Wang nie cieszyła się szczególnie dużymi wpływami.
Zmieniło się to kiedy w 33 p.n.e. cesarzem został około 18-letni Chengdi, syn Wang Zhengjun. Prawdopodobnie pod wpływem matki już w 32 p.n.e. mianował on jej najstarszego brata, Wang Fenga, marszałkiem stanu (dasima) i regentem. Wkrótce potem wszyscy żyjący bracia cesarzowej wdowy zostali markizami. Chengdi nie interesowały sprawy rządu i był zadowolony kiedy jego wujowie rządzili za niego. Wang Feng zmarł w 22 p.n.e., a na stanowisku regenta zastąpił go kuzyn, Wang Yin. Ten z kolei zmarł w 16 p.n.e., i regentem został brat Wang Fenga, Wang Shang. Wang Shang zmarł w 11 p.n.e. i regentem został kolejny brat Wang Zhengjun, Wang Gen. 16 listopada 8 p.n.e. zrezygnował on z urzędu i przed cesarzową wdową stanął problem wyznaczenia kolejnego regenta. Jedyny żyjący brat Wang Zhengjun miał ponad sześćdziesiąt lat i cieszył się złą reputacją, koniecznym zatem było sięgnięcie do następnej generacji rodziny Wang. Jej najzdolniejszym i najbardziej obytym politycznie przedstawicielem wydawał się urodzony w 45 p.n.e. bratanek cesarzowej wdowy Wang Mang (9 - 23), sprawujący wcześniej szereg urzędów, a od roku 16 p.n.e. będący markizem Xindu. Na początku 7 p.n.e. został on regentem. 17 kwietnia 7 p.n.e. zmarł jednak Chengdi, i nowym cesarzem został jego kuzyn Aidi (7 - 1 p.n.e.). Był on zdecydowany rządzić samodzielnie, a do osłabienia wpływów rodziny Wang dążyły także rodzina jego matki, Ding, i babki, Fu. W tej sytuacji Wang Mang został zmuszony do rezygnacji, która najpierw została taktownie odrzucona, ale za drugim razem, 27 sierpnia 7 p.n.e., przyjęta. Wang Mang wycofał się do swojej rezydencji w stolicy, jednak w lecie 5 p.n.e. został zmuszony do jej opuszczenia i zamieszkania na terenie swojego markizatu.
Wang Zhengjun nie była jednak łatwa do usunięcia i Aidi musiał jej przyznać tytuł Wielkiej Cesarzowej Wdowy (Taihuangtaihou). Mimo wygnania Wang Mang zachował wpływy w stolicy dzięki swoim zwolennikom, którzy w 2 p.n.e. uzyskali od Aidi zgodę na jego powrót. Co ważniejsze, w 5 p.n.e. zmarła matka Aidi, w 2 p.n.e. jego babka, kiedy zatem 15 sierpnia 1 p.n.e. umarł sam cesarz, jedyną osobą władną do rozwiązania konstytucyjnego kryzysu była Wang Zhengjun. Aidi nie pozostawił po sobie syna ani nie wyznaczył oficjalnie następcy, chociaż na łożu śmierci przekazał cesarskie pieczęcie swojemu faworytowi, Dong Xianowi. Cesarskie pieczęcie zostały zabrane Dong Xianowi natychmiast po śmierci Aidi i jeszcze tego samego dnia Wang Mang został wezwany do pałacu. Poradził on Wang Zhengjun żeby pozbawiła Dong Xiana jego urzędów i tytułów. Tak istotnie się stało 16 sierpnia i Dong Xian popełnił samobójstwo. Następnego dnia Wang Mang został regentem. Oczywistym kandydatem na cesarza był ostatni żyjący potomek Yuandi, Liu Jizi, który został cesarzem 17 października, i przeszedł do historii jako Pingdi (1 p.n.e. - 6 n.e.) Z punktu widzenia rodu Wang okolicznością nader korzystną był fakt, że nowy władca urodził się zaledwie w 9 p.n.e., w momencie wstąpienia na tron był zatem dzieckiem.
Podczas nominalnych rządów Pingdi władza Wang Manga znacznie wzrosła. Wang Zhengjun była zadowolona z przekazania mu jej. Pingdi zmarł jednak 3 lutego 6 n.e. i Wang Mang stanął przed zadaniem ponownego zabezpieczenia swoich wpływów na nowej podstawie, bez zwrócenia cesarskiego rodu przeciwko sobie. Znowu koniecznym stało się odwołanie do autorytetu Wielkiej Cesarzowej Wdowy. 17 kwietnia 6 n.e. następcą tronu ogłoszono urodzonego w 5 n.e. Liu Yinga, który przeszedł do historii jako Ruzi Ying (6 - 9). Mocą formalnego edyktu Wang Zhengjun Wang Mang został najpierw regentem, a potem "działającym cesarzem", przy czym odwołano się tutaj do roli, jaką Książę Zhou pełnił niegdyś przy nieletnim królu Chengu (1104 - 1068 p.n.e.). Wang Mangowi udało się następnie stłumić bunty rodu cesarskiego i zdecydował on się samemu zostać cesarzem. 10 stycznia 9 n.e. ogłosił koniec rządów dynastii Han i wstąpił na tron jako pierwszy cesarz dynastii Xin (Nowa). 
Według biografii Wang Zhengjun zawartej w Księdze Hanów nie zaakceptowała ona tego ostatniego kroku swojego bratanka, zachowując lojalność w stosunku do Hanów. Ban Biao chwali ją za to że zachowywała wpływy podczas czterech pokoleń cesarzy przez ponad sześćdziesiąt lat. Zauważa on, iż chociaż jej męscy krewni zostawali markizami i generałami, nie chciała ona przekazać cesarskich pieczęci Wang Mangowi, przeciwstawiając jej bezgraniczną lojalność w stosunku do Hanów postępowaniu wcześniejszych cesarzowych, takich jak Lü Zhi czy Shangguan, które stawiały interesy swoje i swojej rodziny na pierwszym miejscu. Niemniej pozostaje faktem, że "jeśli czas życia Zhengjun byłby normalny dla czasów Han, jej bratanek Wang Mang nigdy nie objąłby tronu. To długowieczność cesarzowej, która nie zmarła do 3 lutego 13 n.e., sprawiła, iż dominacja jej klanu i kariera Wang Manga była możliwa".